# Friedrich von Görne
Friedrich von Görne (auch Hans Friedrich Christoph von Görne) (* 24. Juli 1670 in Plaue; † 24. Juni 1745 ebenda) war ein preußischer Beamter. Görne gilt als einer der Begründer des preußischen Beamtenstaats in der Ära König Friedrichs I. und seines Nachfolgers Friedrich Wilhelm I. Er war auch die erste Autorität in landwirtschaftlichen Angelegenheiten.

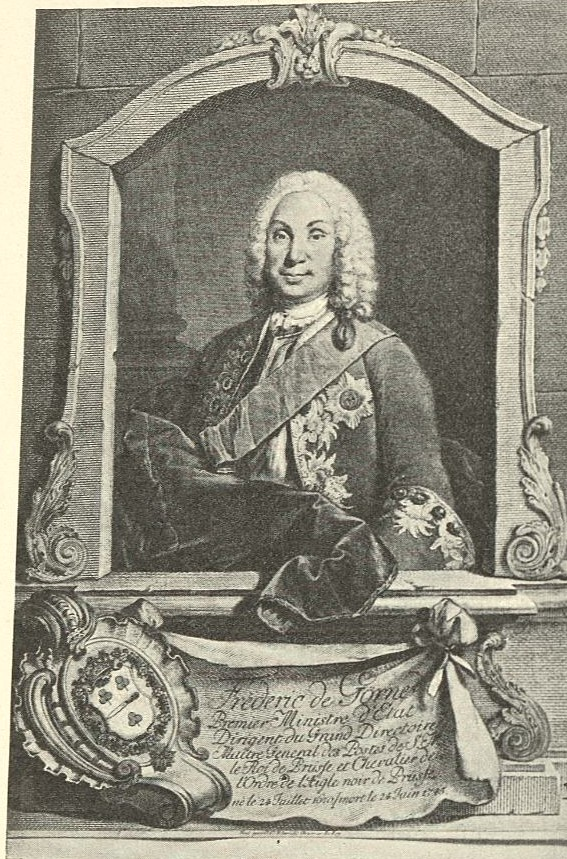
Friedrich von Görne

## Leben
Friedrich von Görne wurde auf Schloss Plaue geboren. Seine Eltern waren der Direktor der märkischen Ritterschaft, Domdechant zu Magdeburg sowie Erbherr auf Plaue Georg von Görne (1614–1680) und dessen Ehefrau Eva Catharina von Hünecke (1629–1710), Tochter von Melchior von Hünecke, Erbherr auf Ferbitz und dessen Ehefrau Anna Sophia von Trott zu Solz.
1704 wurde er Domdechant in Brandenburger Dom. Als das Kreditwerk der kurmärkischen Landschaft reorganisiert war, bestellte ihn die Ritterschaft zum Verwalter der ständischen Finanzen in Berlin. Seit 1703 Hof- und Legationsrat berief ihn zwei Jahre später König Friedrich I. in die Geheime Hofkammer und betraute ihn mit der Zentralverwaltung der Staatsdomänen. 1707 kam die Betreuung des Schatullbesitzes hinzu.

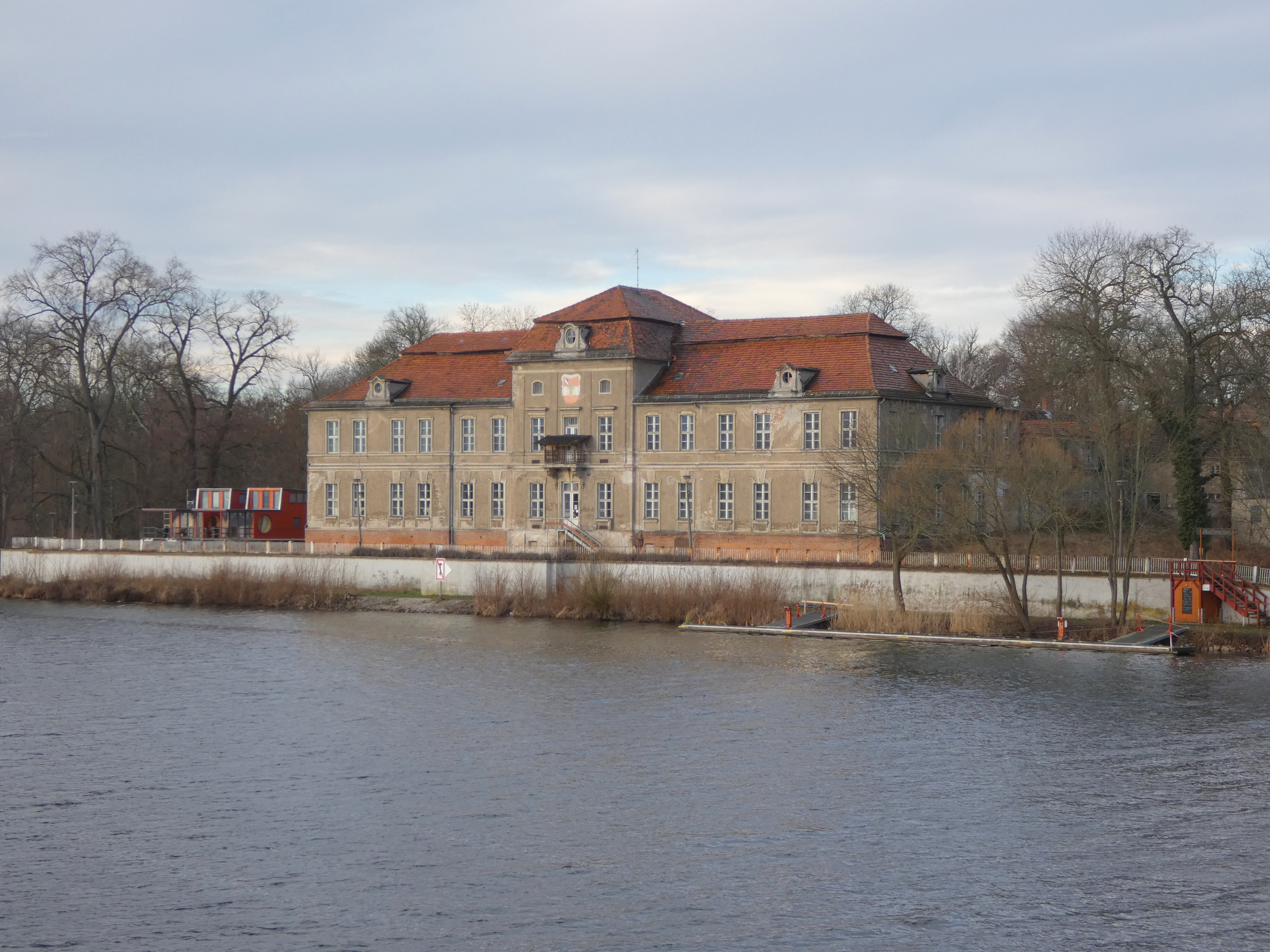
Schloss Plaue an der Havel

Von 1708 bis 1719 stand er der kurmärkischen Hofkammer mit solchem Erfolg vor, dass König Friedrich Wilhelm I. ihm die Leitung der Oeconomica und des preußischen Postwesens übertrug. Zugleich ernannte er Görne zum Wirklichen Geheimen Staatsrat. Friedrich von Görne besaß mehrere Güter, war ebenso Kirchenpatron der Dorfkirche Kemnitz. Von 1711 bis 1716 ließ Görne auf seinem elterlichen Stammgut Plaue ein neues Barockschloss errichten, das bis heute steht; sein Sohn Leopold verkaufte es später.
Die von Karl Heinrich zu Waldburg zusammengelegte Kriegs- und Domänenkammer wurde Anfang 1723 mit dem Oberfinanzdirektorium zur obersten Landesbehörde vereinigt. Görne wurde Staatsminister und leitete das 4. Departement, zuständig für Kleve-Mark-Ravensberg und für das Post-, Salz- und Münzwesen. Am 17. August 1736 wurde er vom damaligen Herrenmeister der Johanniterballei Brandenburg Markgraf Karl Friedrich Albrecht von Brandenburg-Schwedt zum Ritter des Johanniterordens geschlagen. Von 1739 bis zu seinem Tod war er Chef des 1. Departements.
In Waldburgs Nachfolge trieb Görne das Rétablissement nach der Großen Pest voran.

## Familie
Er war zweimal verheiratet. Er heiratete am 9. Februar 1696 in Dresden seine erste Frau Eberhardine von Hünecke (1675–1703). Das Paar hatte fünf Söhne und zwei Töchter, darunter:
- Hans Christoph (1697–1765), Domherr von Brandenburg, Präsident des Hof- und Kammergerichts, Erbherr von Kützkow, Tiekow und Lugowen ⚭ Sophie Wilhelmine Eleonore von Bassewitz († 1791) (Eltern von Friedrich Christoph von Goerne (1734–1817))
- Friederike Eberhardine  (* 8. Januar 1700; † 12. Juni 1760) ⚭ Friedrich Wilhelm von Rochow (1689–1764) preußischer Staatsminister, Eltern von Friedrich Eberhard von Rochow (1734–1805)

1706 heiratete er in Berlin seine zweite Frau Eleonore von Stockhausen (1683–1750). Das Paar hatte drei Söhne und vier Töchter, darunter:
- Friedrich (1708–1782), preußischer Kriegs- und Domänenrat
- Leopold (1715–1769), Direktor der kurmärkischen Ritterschaft, preußischer Geheimer Kriegs- und Domänenrat ⚭ Sophie Wilhelmine Charlotte von Wülcknitz (1725–1806) (Tochter des Hofmarschalls von Wülcknitz)[5]
- Anna Henriette Christiane ⚭ Friedrich Karl von Börstell (1693–1750) Geheimer Ober-Finanz-, Kriegs- und Domänenrat beim Generaldirektorium

Seine Tochter Eleonora Magdalena war mit dem späteren Landesdirektor Hans von Aschersleben verheiratet.